# Ohad
Pour les articles homonymes, voir Ohad (homonymie).
Ohad est un fils de Siméon fils de Jacob et de Léa.

## Ohad et ses frères
Ohad a pour frères Yemouël, Yamîn, Yakîn, Tsohar et Shaoul,,,.

## Ohad en Égypte
Ohad part avec son père Siméon et son grand-père Jacob pour s'installer en Égypte au pays de Goshen dans le delta du Nil.

## Les descendants d'Ohad
La famille des descendants d'Ohad n'est pas mentionnée comme sortante du pays d'Égypte avec Moïse,.
La famille des descendants d'Ohad rebrousse chemin pour retourner en Égypte après la mort d'Aaron mais elle est poursuivie, rattrapée et anéantie par les Lévites.

## Le moshav d'Ohad
Ohad a donné son nom au moshav d'Ohad.